# 스타드 사푸토
스타드 사푸토(프랑스어: Stade Saputo, 영어: Saputo Stadium 사푸토 스타디움[*])는 캐나다의 축구 전용 경기장이다. 현재 MLS CF 몽레알의 홈경기장으로 사용하고 있으며, 과거 USL FC 몬트리올의 홈경기장으로 사용했다.